# Cepheuptychia angelica
Cepheuptychia angelica är en fjärilsart som beskrevs av Butler 1874. Cepheuptychia angelica ingår i släktet Cepheuptychia och familjen praktfjärilar. Inga underarter finns listade i Catalogue of Life.